# Modrásek hořcový Rebelův
Modrásek hořcový Rebelův (Phengaris alcon f. rebeli) je v České republice kriticky ohrožený druh motýla. Jeho vzácnost je dána především závislostí na dvou dalších druzích hořci křížatém a mravencích rodu Myrmica. Právě proto je velká část populace těchto motýlů soustředěna do oblasti Milovic, kde byli vypuštěni v roce 2015 divocí koně, díky kterým zde znovu začal hořec růst . Mimo tuto oblast se vyskytuje na suchých loukách, nevyužívaných zásaditých pastvinách nebo vojenských areálech.

## Vývin
Po spáření, které probíhá na přelomu června a července, samice naklade vajíčka na hořec, do oblasti poupat a květů. Vylíhnuté housenky se prokoušou do semeníku, ten jim poslouží za potravu. Po dvou až čtyřech týdnech housenky prokoušou díru ve spodní části semeníku a vypadnou pod rostlinu, kde vše závisí na mravencích. Mravenci si housenku odnesou do mraveniště v domnění, že se jedná o mravenčí larvu. Zde housenka pokračuje v maskování až do jara, kdy se zakuklí a v létě se líhne. Líhnutí je nejnebezpečnější částí modráskova života, jelikož přestává vylučovat atraktanty, díky nimž ho mravenci nerozpoznali. Mravenci na poznaného vetřelce začnou útočit a většina motýlů v této fázi vývinu umírá. Pokud se mu však zdaří uniknout, dostane možnost se spářit a celý koloběh začíná znovu.

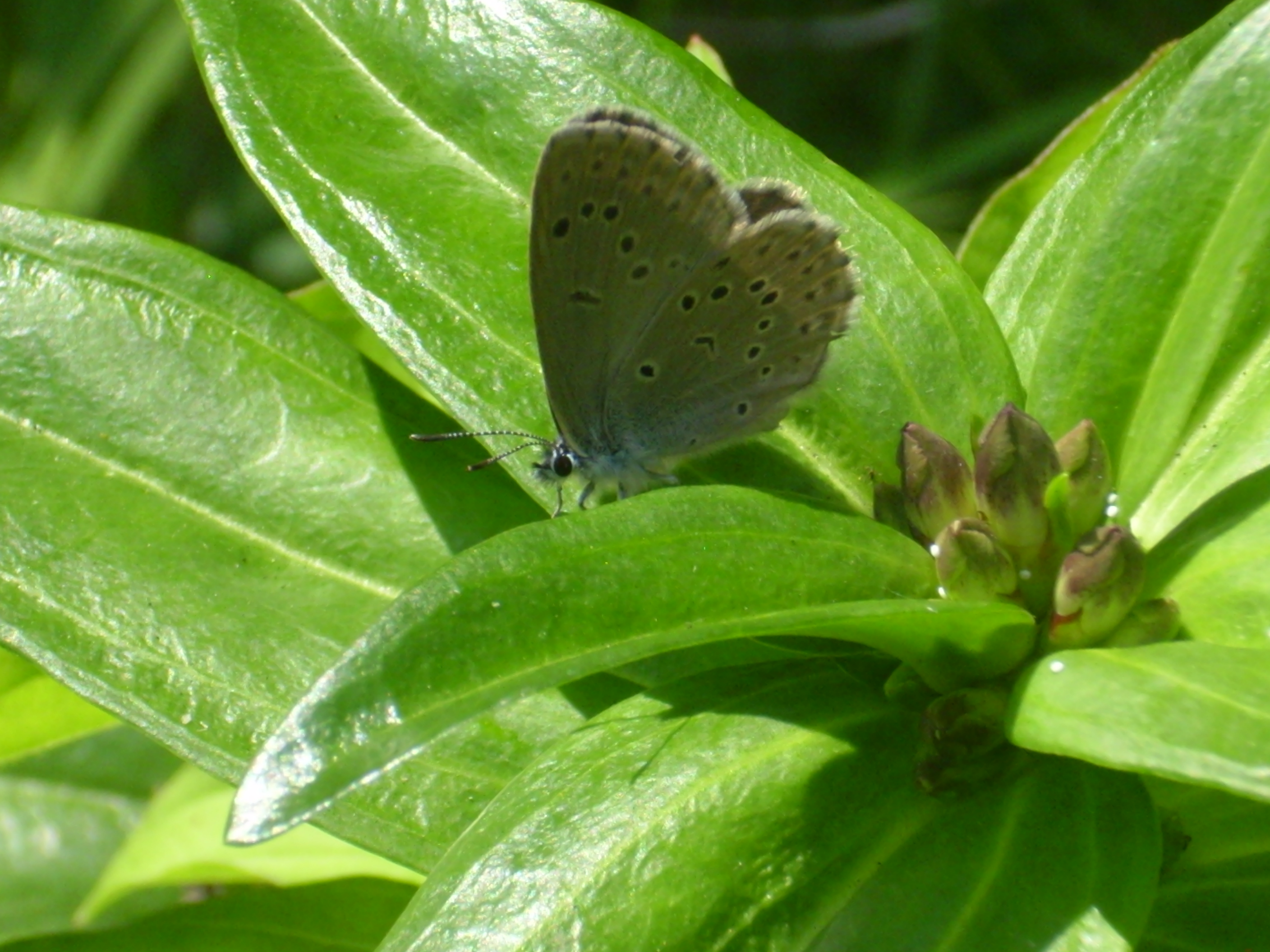
Modrásek hořcový Rebelův
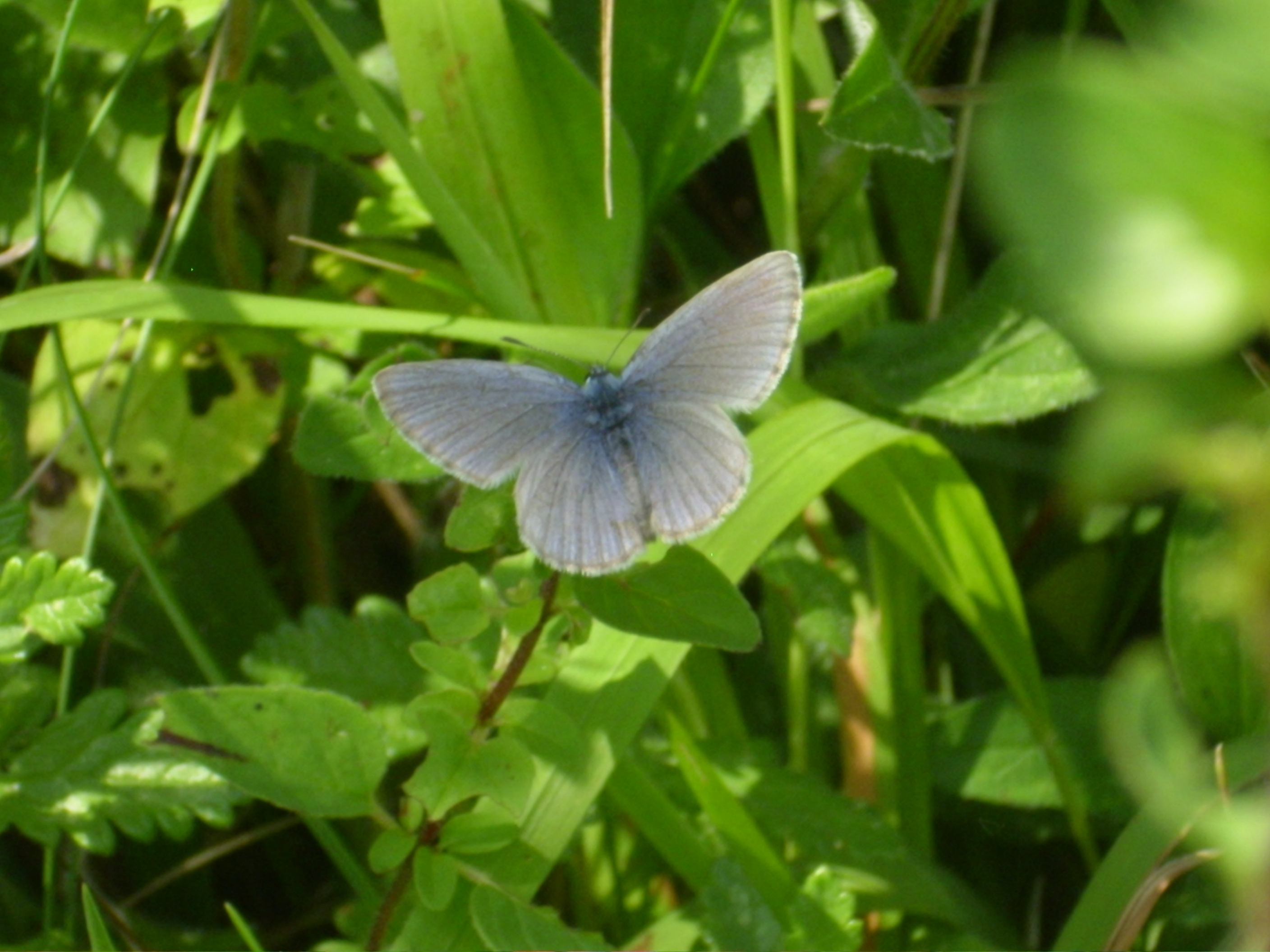
Modrásek hořcový Rebelův
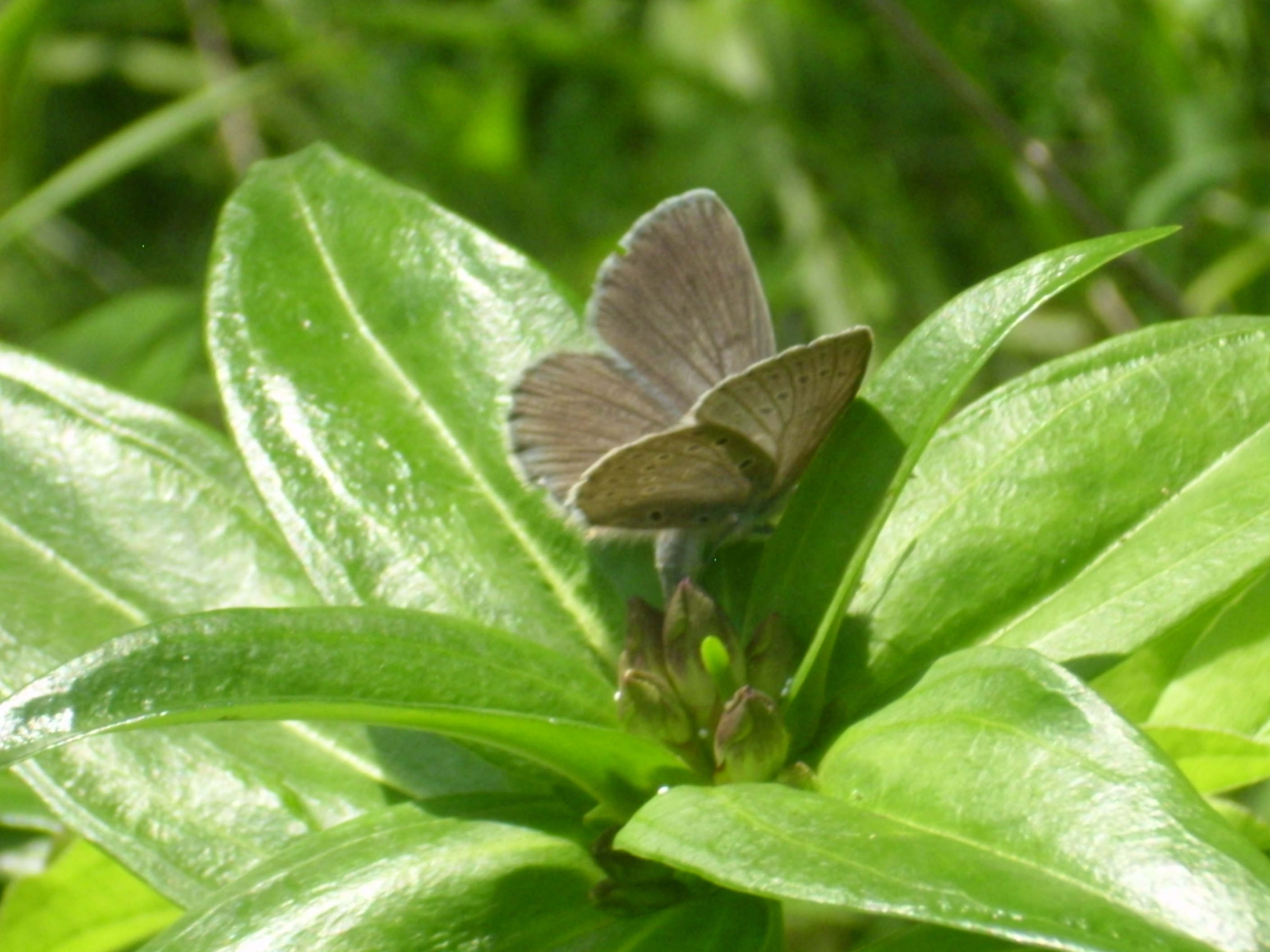
Kladení vajíček na hořec křížatý
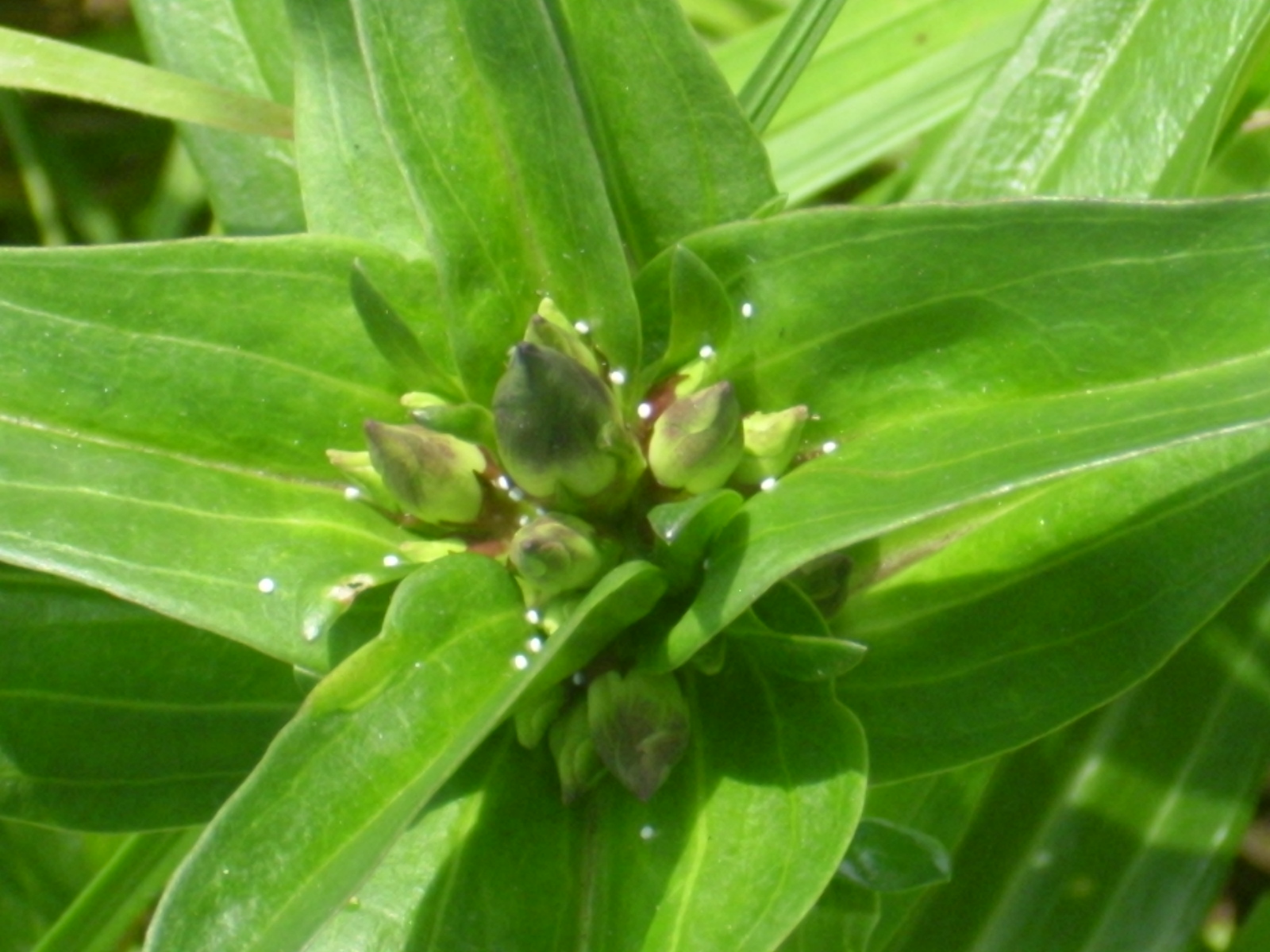
Vajíčka na hořci křížatém